# Боппельзен
Боппельзен (нім. Boppelsen) — громада  в Швейцарії в кантоні Цюрих, округ Дільсдорф.

## Географія
Громада розташована на відстані близько 95 км на північний схід від Берна, 15 км на північний захід від Цюриха.
Боппельзен має площу 4 км², з яких на 12,4% дозволяється будівництво (житлове та будівництво доріг), 40,1% використовуються в сільськогосподарських цілях, 46,2% зайнято лісами, 1,3% не є продуктивними (річки, льодовики або гори).

## Демографія
2019 року в громаді мешкало 1432 особи (+11,2% порівняно з 2010 роком), іноземців було 11,6%. Густота населення становила 362 осіб/км².
За віковим діапазоном населення розподілялося таким чином: 22,8% — особи молодші 20 років, 58,9% — особи у віці 20—64 років, 18,3% — особи у віці 65 років та старші. Було 593 помешкань (у середньому 2,4 особи в помешканні).
Із загальної кількості 318 працюючих 167 було зайнятих в первинному секторі, 19 — в обробній промисловості, 132 — в галузі послуг.